# Rio Grande Games
Rio Grande Games är en amerikansk utgivare av brädspel baserad i Rio Rancho i New Mexico.  Rio Grande Games har publicerat över 250 olika spel.

## Några spel i urval
Rio Grande har publicerat flera prisvinnande spel.
Spiel des Jahres
- Dominion (spel) (2008)
- Zooloretto (2007)
- Thurn and Taxis (2006)
- Niagara (spel) (2005)
- Alhambra (spel) (2003)
- Carcassonne (2001)
- Torres (2000)
- Tikal (spel) (1999)
- Elfenland (1998)
- Mississippi Queen (1997)
- El Grande (1996)

Deutscher Spiele Preis
- Louis XIV (2005)
- Saint Petersburg (2004)
- Amun Re (2003)
- Puerto Rico (2002)
- Carcassonne (2001)
- Taj Mahal (2000)
- Tikal (1999)
- Löwenherz (1997)
- El Grande (1996)